# Киршкау
Киршкау (нем. Kirschkau) — община в Германии, в земле Тюрингия. 
Входит в состав района Заале-Орла. Подчиняется управлению Зеенплатте.  Население составляет 241 человек (на 31 декабря 2010 года). Занимает площадь 5,98 км².